# Minilimosina lepida
Minilimosina lepida är en tvåvingeart som beskrevs av Marshall 1985. Minilimosina lepida ingår i släktet Minilimosina och familjen hoppflugor. Inga underarter finns listade i Catalogue of Life.